# Haashim Domingo
Haashim Domingo (Città del Capo, 13 agosto 1995) è un calciatore sudafricano, centrocampista del Cape Town City.

## Carriera

### Club
Domingo ha giocato nelle giovanili dell'Ajax Cape Town. È passato poi ai portoghesi del Vitória Guimarães, per cui ha esordito con la squadra riserve nella Segunda Liga in data 14 febbraio 2015, subentrando a Fábio Vieira nella vittoria per 4-0 sull'Atlético CP, sfida in cui ha segnato una rete in favore dei suoi.
Il 13 marzo 2016, i norvegesi del Raufoss hanno annunciato sul proprio sito internet che Domingo si era aggregato al resto della squadra per sostenere un provino, mentre si trovava a La Manga per preparare la nuova stagione. Il 15 marzo ha firmato ufficialmente per il Raufoss, trasferendosi in prestito dal Vitória Guimarães. Il 30 giugno successivo, il prestito è terminato.

### Nazionale
Domingo ha rappresentato il Sudafrica a livello Under-20. Ha esordito per questa selezione in data 10 gennaio 2015, schierato titolare nell'amichevole contro il Qatar under 23, persa 3-1. Nel febbraio successivo, è stato convocato per la Coppa delle Nazioni Africane di categoria del 2015. Ha debuttato nella manifestazione in data 12 marzo, impiegato da titolare nella sconfitta per 1-2 contro il Mali.

## Statistiche

### Presenze e reti nei club
Statistiche aggiornate al 30 giugno 2016.
| Stagione                   | Club                       | Campionato                 | Campionato | Campionato | Coppe nazionali | Coppe nazionali | Coppe nazionali | Coppe continentali | Coppe continentali | Coppe continentali | Supercoppe | Supercoppe | Supercoppe | Totale | Totale |
| Stagione                   | Club                       | Comp                       | Pres       | Reti       | Comp            | Pres            | Reti            | Comp               | Pres               | Reti               | Comp       | Pres       | Reti       | Pres   | Reti   |
| -------------------------- | -------------------------- | -------------------------- | ---------- | ---------- | --------------- | --------------- | --------------- | ------------------ | ------------------ | ------------------ | ---------- | ---------- | ---------- | ------ | ------ |
| feb.-giu. 2015             | Vitória Guimarães B        | LdH                        | 5          | 1          | -               | -               | -               | -                  | -                  | -                  | -          | -          | -          | 5      | 1      |
| 2015-mar. 2016             | Vitória Guimarães B        | LdH                        | 0          | 0          | -               | -               | -               | -                  | -                  | -                  | -          | -          | -          | 0      | 0      |
| mar.-giu. 2016             | Raufoss                    | 1D                         | 8          | 0          | CN              | 0               | 0               | -                  | -                  | -                  | -          | -          | -          | 8      | 0      |
| 2016-2017                  | Vitória Guimarães B        | LdH                        | 35         | 4          | -               | -               | -               | -                  | -                  | -                  | -          | -          | -          | 35     | 4      |
| 2017-2018                  | Vitória Guimarães B        | LdH                        | 31         | 4          | -               | -               | -               | -                  | -                  | -                  | -          | -          | -          | 31     | 4      |
| Totale Vitória Guimarães B | Totale Vitória Guimarães B | Totale Vitória Guimarães B | 71         | 9          |                 | -               | -               |                    | -                  | -                  |            | -          | -          | 71     | 9      |
| 2017-2018                  | Vitória Guimarães          | PL                         | 0          | 0          | CP+CdL          | -               | -               | -                  | -                  | -                  | -          | -          | -          | 0      | 0      |
| Totale                     | Totale                     | Totale                     | 79         | 9          |                 | 0               | 0               |                    | -                  | -                  |            | -          | -          | 79     | 9      |